# معاون اقتصادی رئیس‌جمهور ایران
معاونت اقتصادی رئیس‌جمهور یکی از سمت‌های رسمی در دولت جمهوری اسلامی ایران است که در دولت سیزدهم، محسن رضایی عهده‌دار آن بود. این معاونت و کاربرد و وظایف آن بارها توسط خبرنگاران به عنوان یک نهاد تشریفاتی یاد شده‌است. این معاونت دو دهه در دولت‌های خاتمی و احمدی‌نژاد وجود نداشت تا آنکه در دولت یازدهم توسط روحانی مجدد به دولت اضافه شد. در دولت دوازدهم، روحانی محمد نهاوندیان را به عنوان معاون اقتصادی خود معرفی کرد. از وظایف این معاونت، هماهنگی بین نهادهای اقتصادی کشور است.

## استعفاء در دولت سیزدهم
در خرداد ۱۴۰۲ محسن رضایی از این سمت استعفا کرد و توسط رئیس جمهور به سمت رئیس دبیرخانه شورای عالی هماهنگی اقتصادی سران قوا منصوب شد.

## معاونان اقتصادی رئیس‌جمهور ایران
1. سید محسن نوربخش (دولت ششم)
2. محمد نهاوندیان (دولت دوازدهم)
3. محسن رضایی (دولت سیزدهم)[۲]